# 24 Heures de Spa 2007
Navigation
Édition précédente Édition suivante
Les 24 Heures de Spa 2007, disputées les 28 juillet 2007 et 29 juillet 2007 sur le circuit de Spa-Francorchamps, sont la soixantième édition de l'épreuve et la sixième manche du championnat FIA GT 2007.

## Course

### Classement de la course
| Pos    | Class        | No   | Écurie                              | Pilotes                                                                  | Châssis                       | Pneus | Tours |
| Pos    | Class        | No   | Écurie                              | Pilotes                                                                  | Moteur                        | Pneus | Tours |
| ------ | ------------ | ---- | ----------------------------------- | ------------------------------------------------------------------------ | ----------------------------- | ----- | ----- |
| 1      | GT1          | 5    | Carsport Holland Phoenix Racing     | Mike Hezemans Jean-Denis Delétraz Marcel Fässler Fabrizio Gollin         | Chevrolet Corvette C6.R       | M     | 532   |
| 1      | GT1          | 5    | Carsport Holland Phoenix Racing     | Mike Hezemans Jean-Denis Delétraz Marcel Fässler Fabrizio Gollin         | Chevrolet LS7-R 7.0L V8       | M     | 532   |
| 2      | GT1          | 1    | Vitaphone Racing Team               | Michael Bartels Thomas Biagi Eric van de Poele Pedro Lamy                | Maserati MC12 GT1             | M     | 532   |
| 2      | GT1          | 1    | Vitaphone Racing Team               | Michael Bartels Thomas Biagi Eric van de Poele Pedro Lamy                | Maserati 6.0L V12             | M     | 532   |
| 3      | GT1          | 4    | PK Carsport                         | Anthony Kumpen Bert Longin Kurt Mollekens Frédéric Bouvy                 | Chevrolet Corvette C5-R       | M     | 529   |
| 3      | GT1          | 4    | PK Carsport                         | Anthony Kumpen Bert Longin Kurt Mollekens Frédéric Bouvy                 | Chevrolet LS7-R 7.0L V8       | M     | 529   |
| 4      | GT1          | 2    | Vitaphone Racing Team               | Miguel Ramos Christian Montanari Matteo Bobbi Stéphane Lemeret           | Maserati MC12 GT1             | M     | 529   |
| 4      | GT1          | 2    | Vitaphone Racing Team               | Miguel Ramos Christian Montanari Matteo Bobbi Stéphane Lemeret           | Maserati 6.0L V12             | M     | 529   |
| 5      | GT1          | 11   | Scuderia Playteam Sarafree          | Andrea Bertolini Andrea Piccini Alessandro Pier Guidi Fabrizio de Simone | Maserati MC12 GT1             | P     | 527   |
| 5      | GT1          | 11   | Scuderia Playteam Sarafree          | Andrea Bertolini Andrea Piccini Alessandro Pier Guidi Fabrizio de Simone | Maserati 6.0L V12             | P     | 527   |
| 6      | GT1          | 3    | Luc Alphand Aventures               | Vincent Vosse Gregory Franchi Oliver Gavin Olivier Beretta               | Chevrolet Corvette C6.R       | M     | 521   |
| 6      | GT1          | 3    | Luc Alphand Aventures               | Vincent Vosse Gregory Franchi Oliver Gavin Olivier Beretta               | Chevrolet LS7-R 7.0L V8       | M     | 521   |
| 7      | GT1          | 16   | JMB Racing                          | Joe Macari Ben Aucott Marino Franchitti Philipp Peter                    | Maserati MC12 GT1             | M     | 515   |
| 7      | GT1          | 16   | JMB Racing                          | Joe Macari Ben Aucott Marino Franchitti Philipp Peter                    | Maserati 6.0L V12             | M     | 515   |
| 8      | GT2          | 97   | BMS Scuderia Italia                 | Emmanuel Collard Matteo Malucelli Marc Lieb                              | Porsche 997 GT3-RSR           | P     | 511   |
| 8      | GT2          | 97   | BMS Scuderia Italia                 | Emmanuel Collard Matteo Malucelli Marc Lieb                              | Porsche 3.8L Flat-6           | P     | 511   |
| 9      | GT2          | 76   | IMSA Performance Matmut             | Raymond Narac Patrick Long Richard Lietz                                 | Porsche 997 GT3-RSR           | M     | 507   |
| 9      | GT2          | 76   | IMSA Performance Matmut             | Raymond Narac Patrick Long Richard Lietz                                 | Porsche 3.8L Flat-6           | M     | 507   |
| 10     | GT1          | 18   | Selleslagh Racing Team              | Marc Duez Damien Coens Maxime Soulet Steve Van Bellingen                 | Chevrolet Corvette C5-R       | M     | 502   |
| 10     | GT1          | 18   | Selleslagh Racing Team              | Marc Duez Damien Coens Maxime Soulet Steve Van Bellingen                 | Chevrolet LS7-R 7.0L V8       | M     | 502   |
| 11     | GT2          | 99   | Tech9 Motorsport                    | Leo Machitski Sean Edwards Sascha Maassen                                | Porsche 997 GT3-RSR           | M     | 501   |
| 11     | GT2          | 99   | Tech9 Motorsport                    | Leo Machitski Sean Edwards Sascha Maassen                                | Porsche 3.8L Flat-6           | M     | 501   |
| 12     | GT2          | 74   | Ebimotors                           | Emanuele Busnelli Marcello Zani Andrea Ceccato Xavier Pompidou           | Porsche 997 GT3-RSR           | M     | 495   |
| 12     | GT2          | 74   | Ebimotors                           | Emanuele Busnelli Marcello Zani Andrea Ceccato Xavier Pompidou           | Porsche 3.8L Flat-6           | M     | 495   |
| 13     | GT2          | 52   | Racing Team Edil Cris               | Paolo Ruberti Damien Pasini Matteo Cressoni Lorenzo Casè                 | Ferrari F430 GT2              | P     | 483   |
| 13     | GT2          | 52   | Racing Team Edil Cris               | Paolo Ruberti Damien Pasini Matteo Cressoni Lorenzo Casè                 | Ferrari 4.0L V8               | P     | 483   |
| 14     | G3           | 124  | Mühlner Motorsport                  | Paul van Splunteren Simon Frederiks Pim van Riet Ian Khan (en)           | Porsche 997 GT3 Cup           | M     | 475   |
| 14     | G3           | 124  | Mühlner Motorsport                  | Paul van Splunteren Simon Frederiks Pim van Riet Ian Khan (en)           | Porsche 3.6L Flat-6           | M     | 475   |
| 15     | GT2          | 63   | Scuderia Ecosse                     | Chris Niarchos Andrew Kirkaldy Tim Sugden                                | Ferrari F430 GT2              | P     | 474   |
| 15     | GT2          | 63   | Scuderia Ecosse                     | Chris Niarchos Andrew Kirkaldy Tim Sugden                                | Ferrari 4.0L V8               | P     | 474   |
| 16     | GT2          | 70   | Easy Race                           | Giampaolo Tenchini Maurice Basso Roberto Plati Bo McCormick              | Ferrari F430 GT2              | P     | 474   |
| 16     | GT2          | 70   | Easy Race                           | Giampaolo Tenchini Maurice Basso Roberto Plati Bo McCormick              | Ferrari 4.0L V8               | P     | 474   |
| 17     | G3           | 160  | Prospeed Competition                | Christian Lefort Christian Kelders Christophe Kerkhove Philippe Greisch  | Porsche 997 GT3 Cup           | M     | 459   |
| 17     | G3           | 160  | Prospeed Competition                | Christian Lefort Christian Kelders Christophe Kerkhove Philippe Greisch  | Porsche 3.6L Flat-6           | M     | 459   |
| 18     | GT1          | 12   | Scuderia Playteam Sarafree          | Giambattista Giannoccaro Max Busnelli Alex Müller Yves Lambert           | Maserati MC12 GT1             | P     | 458   |
| 18     | GT1          | 12   | Scuderia Playteam Sarafree          | Giambattista Giannoccaro Max Busnelli Alex Müller Yves Lambert           | Maserati 6.0L V12             | P     | 458   |
| 19     | G2           | 105  | G&A Racing Renstal de Bokkenrijders | Guino Kenis Michael de Keersmaecker Patrick Smets Chris Mattheus         | Mosler MT900 GT3              | M     | 455   |
| 19     | G2           | 105  | G&A Racing Renstal de Bokkenrijders | Guino Kenis Michael de Keersmaecker Patrick Smets Chris Mattheus         | Chevrolet LS7 7.0L V8         | M     | 455   |
| 20     | G3           | 141  | Emeraude Racing RMS                 | Romain Rautureau Patrice Fournet Patrick Herbert Matthieu Lahaye         | Porsche 997 GT3 Cup           | M     | 453   |
| 20     | G3           | 141  | Emeraude Racing RMS                 | Romain Rautureau Patrice Fournet Patrick Herbert Matthieu Lahaye         | Porsche 3.6L Flat-6           | M     | 453   |
| 21     | GT2          | 95   | James Watt Automotive               | Paul Daniels David Cox Joël Camathias Oliver Moorey                      | Porsche 997 GT3-RSR           | P     | 450   |
| 21     | GT2          | 95   | James Watt Automotive               | Paul Daniels David Cox Joël Camathias Oliver Moorey                      | Porsche 3.8L Flat-6           | P     | 450   |
| 22     | G2           | 103  | Gravity International               | Vincent Radermecker David Dermont Olivier Muytjens Loris De Sordi        | Mosler MT900 GT3              | M     | 448   |
| 22     | G2           | 103  | Gravity International               | Vincent Radermecker David Dermont Olivier Muytjens Loris De Sordi        | Chevrolet LS7 7.0L V8         | M     | 448   |
| 23     | Coupe du Roi | 201A | JMB Racing                          | Peter Kutemann Henk Haane                                                | Ferrari F430 GT3              | M     | 439   |
| 23     | Coupe du Roi | 201B | JMB Racing                          | Nicolas Comar Philippe Rambeaud                                          | Ferrari 4.3L V8               | M     | 439   |
| 23     | Coupe du Roi | 201C | JMB Racing                          | Pascal Ballay Damien Chanard                                             | Ferrari 4.3L V8               | M     | 439   |
| 24     | G3           | 140  | Emeraude Racing RMS                 | Laurent Pasquali Olivier Baron Andrea Lancorpel                          | Porsche 997 GT3 Cup           | M     | 437   |
| 24     | G3           | 140  | Emeraude Racing RMS                 | Laurent Pasquali Olivier Baron Andrea Lancorpel                          | Porsche 3.6L Flat-6           | M     | 437   |
| 25     | G3           | 121  | GS Motorsport                       | Philippe Broodcooren Roger Grouwels Kenneth Heyer Mark J. Thomas         | Dodge Viper Competition Coupe | M     | 411   |
| 25     | G3           | 121  | GS Motorsport                       | Philippe Broodcooren Roger Grouwels Kenneth Heyer Mark J. Thomas         | Dodge 8.3L V10                | M     | 411   |
| 26     | G3           | 178  | G Private Racing                    | Patrick Ortlieb Paul Pfefferkorn Martin Sagmeister Philip Zumstein       | Porsche 997 GT3 Cup           | M     | 399   |
| 26     | G3           | 178  | G Private Racing                    | Patrick Ortlieb Paul Pfefferkorn Martin Sagmeister Philip Zumstein       | Porsche 3.6L Flat-6           | M     | 399   |
| 27     | G3           | 177  | G Private Racing                    | Otto Dragun Mikael Forsten Jörg Peham Mathias Schmitter                  | Porsche 997 GT3 Cup           | M     | 382   |
| 27     | G3           | 177  | G Private Racing                    | Otto Dragun Mikael Forsten Jörg Peham Mathias Schmitter                  | Porsche 3.6L Flat-6           | M     | 382   |
| 28     | G3           | 174  | Sport Garage                        | Gaël Lesoudier François Jakubowski Gilles Vannelet Hector Lester         | Ferrari F430 GT3              | M     | 381   |
| 28     | G3           | 174  | Sport Garage                        | Gaël Lesoudier François Jakubowski Gilles Vannelet Hector Lester         | Ferrari 4.3L V8               | M     | 381   |
| 29     | GT2          | 78   | JMB Racing                          | Charles de Pauw Alain van den Hove Didier de Radiguès Paul Belmondo      | Ferrari F430 GT2              | M     | 369   |
| 29     | GT2          | 78   | JMB Racing                          | Charles de Pauw Alain van den Hove Didier de Radiguès Paul Belmondo      | Ferrari 4.0L V8               | M     | 369   |
| 30     | GT2          | 51   | AF Corse Motorola                   | Gianmaria Bruni Stéphane Ortelli Rui Águas                               | Ferrari F430 GT2              | M     | 365   |
| 30     | GT2          | 51   | AF Corse Motorola                   | Gianmaria Bruni Stéphane Ortelli Rui Águas                               | Ferrari 4.0L V8               | M     | 365   |
| 31     | G3           | 175  | Sport Garage                        | François-Xavier Boucher Michel Keyzer Sébastien Carcone Thierry Stépec   | Ferrari F430 GT3              | M     | 354   |
| 31     | G3           | 175  | Sport Garage                        | François-Xavier Boucher Michel Keyzer Sébastien Carcone Thierry Stépec   | Ferrari 4.3L V8               | M     | 354   |
| 32     | G2           | 106  | Champion Racing                     | Philippe Noziere Rémy Brouard Philippe Roussaud Manuel Ferreira          | Porsche 911 GT3 Cup           | M     | 348   |
| 32     | G2           | 106  | Champion Racing                     | Philippe Noziere Rémy Brouard Philippe Roussaud Manuel Ferreira          | Porsche 3.6L Flat-6           | M     | 348   |
| 33     | G3           | 118  | Trackspeed Racing                   | David Ashburn Martin Rich Johnny Lang Luke Hines                         | Porsche 997 GT3 Cup           | M     | 341   |
| 33     | G3           | 118  | Trackspeed Racing                   | David Ashburn Martin Rich Johnny Lang Luke Hines                         | Porsche 3.6L Flat-6           | M     | 341   |
| 34 DNF | GT1          | 23   | Aston Martin Racing BMS             | Jamie Davies Fabio Babini Ferdinando Monfardini Diego Alessi             | Aston Martin DBR9             | P     | 330   |
| 34 DNF | GT1          | 23   | Aston Martin Racing BMS             | Jamie Davies Fabio Babini Ferdinando Monfardini Diego Alessi             | Aston Martin 6.0L V12         | P     | 330   |
| 35 DNF | GT1          | 28   | Reiter Lamborghini                  | Jos Menten Peter Kox Jeroen Bleekemolen                                  | Lamborghini Murcielago R-GT   | M     | 268   |
| 35 DNF | GT1          | 28   | Reiter Lamborghini                  | Jos Menten Peter Kox Jeroen Bleekemolen                                  | Lamborghini 6.0L V12          | M     | 268   |
| 36 DNF | Coupe du Roi | 215A | S-Berg Racing                       | Jan Charouz Jaromir Jírik                                                | Lamborghini Gallardo GT3      | M     | 232   |
| 36 DNF | Coupe du Roi | 215B | S-Berg Racing                       | Antoine Leclerc Vadim Kuzminykh                                          | Lamborghini 5.0L V10          | M     | 232   |
| 36 DNF | Coupe du Roi | 215C | S-Berg Racing                       | Milan Urban Jan Urban                                                    | Lamborghini 5.0L V10          | M     | 232   |
| 37 DNF | GT1          | 33   | Jetalliance Racing                  | Karl Wendlinger Ryan Sharp Lukas Lichtner-Hoyer Robert Lechner           | Aston Martin DBR9             | M     | 158   |
| 37 DNF | GT1          | 33   | Jetalliance Racing                  | Karl Wendlinger Ryan Sharp Lukas Lichtner-Hoyer Robert Lechner           | Aston Martin 6.0L V12         | M     | 158   |
| 38 DNF | G3           | 116  | Signa Motorsport                    | Patrick Chaillet Laurent Nef Christophe Geoffroy                         | Dodge Viper Competition Coupe | M     | 153   |
| 38 DNF | G3           | 116  | Signa Motorsport                    | Patrick Chaillet Laurent Nef Christophe Geoffroy                         | Dodge 8.3L V10                | M     | 153   |
| 39 DNF | GT2          | 62   | Scuderia Ecosse                     | Tim Mullen Jaroslav Janiš Tomáš Enge Jonny Kane                          | Ferrari F430 GT2              | P     | 136   |
| 39 DNF | GT2          | 62   | Scuderia Ecosse                     | Tim Mullen Jaroslav Janiš Tomáš Enge Jonny Kane                          | Ferrari 4.0L V8               | P     | 136   |
| 40 DNF | GT1          | 7    | All-Inkl.com Racing                 | Christophe Bouchut Stefan Mücke Frank Stippler                           | Lamborghini Murcielago R-GT   | M     | 83    |
| 40 DNF | GT1          | 7    | All-Inkl.com Racing                 | Christophe Bouchut Stefan Mücke Frank Stippler                           | Lamborghini 6.0L V12          | M     | 83    |
| 41 DNF | G2           | 101  | Belgian Racing                      | Sarah Bovy Bas Leinders Renaud Kuppens                                   | Gillet Vertigo Streiff        | P     | 64    |
| 41 DNF | G2           | 101  | Belgian Racing                      | Sarah Bovy Bas Leinders Renaud Kuppens                                   | Alfa Romeo 3.6L V6            | P     | 64    |
| 42 DNF | G2           | 107  | AB Motorsport                       | Antonio de Castro Renato Premoli Bruno Barbaro                           | Porsche 911 GT3-RS            | D     | 63    |
| 42 DNF | G2           | 107  | AB Motorsport                       | Antonio de Castro Renato Premoli Bruno Barbaro                           | Porsche 3.6L Flat-6           | D     | 63    |
| 43 DNF | GT2          | 50   | AF Corse Motorola                   | Toni Vilander Dirk Müller Mika Salo                                      | Ferrari F430 GT2              | M     | 58    |
| 43 DNF | GT2          | 50   | AF Corse Motorola                   | Toni Vilander Dirk Müller Mika Salo                                      | Ferrari 4.0L V8               | M     | 58    |
| 44 DNF | GT2          | 60   | Prospeed Competition                | Rudi Penders Franz Lamot Bart Couwberghs François Duval                  | Porsche 997 GT3-RSR           | M     | 57    |
| 44 DNF | GT2          | 60   | Prospeed Competition                | Rudi Penders Franz Lamot Bart Couwberghs François Duval                  | Porsche 3.8L Flat-6           | M     | 57    |
| 45 DNF | G3           | 117  | Pilotage Passion                    | Thierry Guiod Jean-Charles Levy Philippe Levy Michel Mitieus             | Porsche 997 GT3 Cup           | T     | 45    |
| 45 DNF | G3           | 117  | Pilotage Passion                    | Thierry Guiod Jean-Charles Levy Philippe Levy Michel Mitieus             | Porsche 3.6L Flat-6           | T     | 45    |
| 46 DNF | GT1          | 22   | Aston Martin Racing BMS             | Enrico Toccacelo Alex Frassinetti Gabriele Lancieri Riccardo Ragazzi     | Aston Martin DBR9             | P     | 13    |
| 46 DNF | GT1          | 22   | Aston Martin Racing BMS             | Enrico Toccacelo Alex Frassinetti Gabriele Lancieri Riccardo Ragazzi     | Aston Martin 6.0L V12         | P     | 13    |